# Szőke Lajos (szobrász)
Szőke Lajos (Nagykónyi, 1912. június 21. – 2015. október 8.)  magyar szobrászművész.

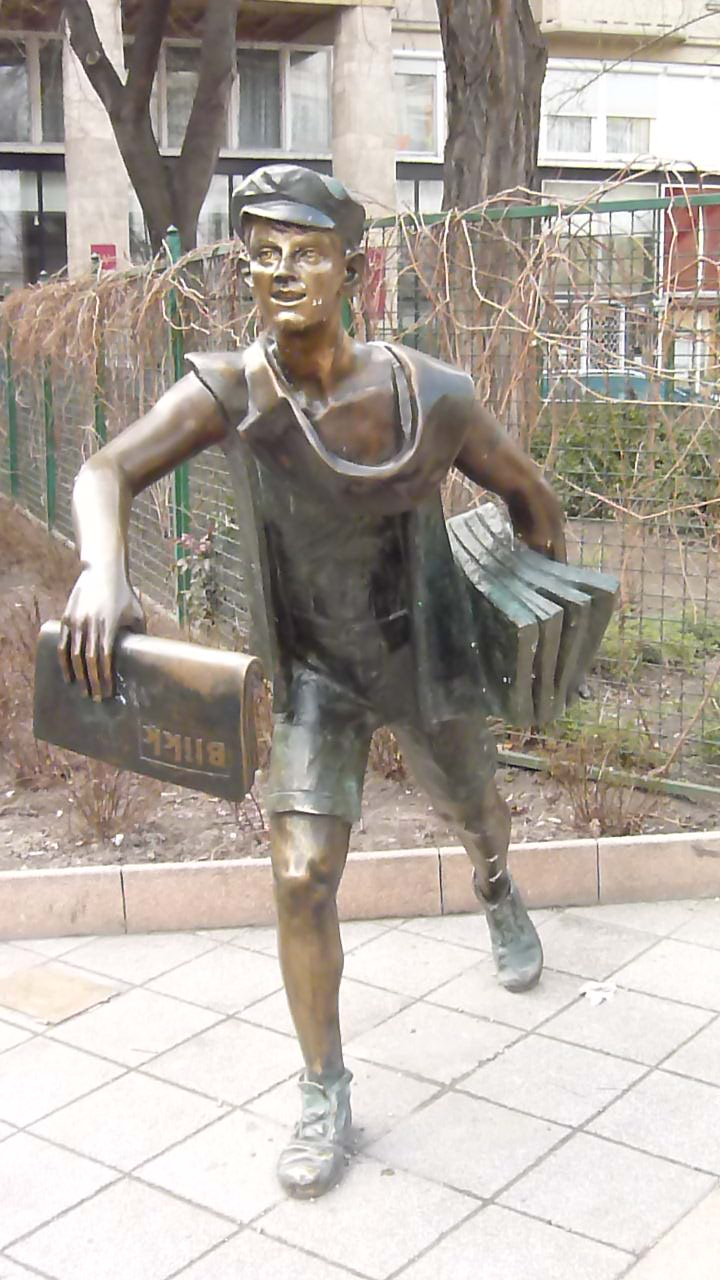
Rikkancs

## Élete
A Tolna vármegyei Nagykónyiban született, 10 éves kora óta Budapest belvárosában élt. 1931–1935 között az Iparművészeti Iskola díszítőszobrász szakát végezte, mesterei Ohmann Béla, Lux Elek és Fülöp Elemér voltak. 24 éves kora óta vett részt kiállításokon, tanulmányúton járt Ausztriában, Svájcban, Olaszországban, Franciaországban, Romániában és Bulgáriában.

## Köztéri művei
- épületdíszítő szobor (kő, 1965, Budapest, Magyar Nemzeti Galéria)
- dombormű (mészkő, 1965, Budapest, XIV. kerület, Kerepesi úti lakótelep)
- Őslények térplasztika (kő, 1967, Miskolctapolca, Barlangfürdő)[5]
- női aktszobor (alumínium, 1968, Balatonkenese, Honvéd üdülő)
- térplasztika (kő, 1970, Budapest, II. kerület, Fillér u.)
- díszítőszobrász munkák (pirogránit, 1983, Érdliget, római katolikus templom)
- Szent István, Szent Imre (terrakotta, 1983, Nagykónyi, római katolikus templom)
- dombormű (kő, 1983, Budapest, XIV. kerület, Ajtósi Dürer sor, MSZMP Politikai Főiskola)
- ivókút (mészkő, krómacél, 1987, Budapest, Csepeli lakótelep)
- dombormű (pirogránit, 1987, Kapuvár)
- Péter és Pál apostol (terrakotta, 1993, Nagykónyi, római katolikus templom)
- négy kődombormű (Miskolc, Tűzoltólaktanya)
- Kálvária sor (terrakotta, Értény)
- Szent Anna (terrakotta dombormű)
- Szent Ferenc (terrakotta, Diósd, szeretetotthon)
- Barátság-emlékmű (bronz, mészkő, Diósd, Szent István tér; a díszkút a diósdi sváb lakosság erőszakos kitelepítésének emlékére készült, az 50. évforduló alkalmából)[6]
- Rikkancs (bronz, 2012, Budapest, V. kerület, Hild tér).[7]